# A. J. Schugel
Andrew Jeffrey Schugel (né le 27 juin 1989 à Winter Haven, Floride, États-Unis) est un lanceur droitier de la Ligue majeure de baseball.

## Carrière
Fils de Jeff Schugel, un dépisteur des Ligues majeures de baseball employé au cours d'une carrière de trois décennies par les Twins du Minnesota, les Rockies du Colorado, les Dodgers de Los Angeles et les Angels de Los Angeles, A. J. Schugel joue au hockey et au baseball à l'école secondaire de Highlands Ranch dans le Colorado lorsqu'il est repêché par les Padres de San Diego au 33e tour de sélection en 2007. Il ne signe pas de contrat avec la franchise et rejoint le Central Arizona College, un collège communautaire, avant de signer son premier contrat professionnel avec les Diamondbacks de l'Arizona, qui le sélectionnent au 25e tour de la séance de repêchage de 2010.
Lanceur partant dans les mineures, Schugel fait ses débuts dans le baseball majeur comme lanceur de relève pour les Diamondbacks de l'Arizona le 12 avril 2015 face aux Dodgers de Los Angeles. En 5 sorties en relève et 9 manches lancées en 2015 pour Arizona, il accorde 5 points mérités.
Le 16 décembre 2015, Schugel est réclamé au ballottage par les Mariners de Seattle. Le 19 janvier 2016, il change une nouvelle fois de club via le ballottage, passant cette fois-ci aux Pirates de Pittsburgh.